# Río Nueces

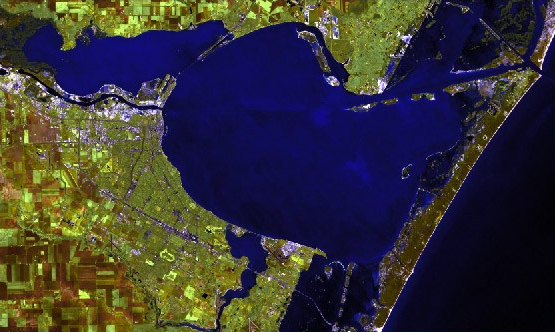
Foto aérea de la bahía de Corpus Christi, en la desembocadura del río Nueces. La ciudad de Corpus Christi aparece arriba a la izquierda.

El río Nueces (del inglés: Nueces River) es un río del Sudoeste de los Estados Unidos que desagua en el golfo de México. Tiene una longitud de 501 km y drena una cuenca de 41 439 km² (similar al área de Suiza o de Países Bajos).
Es, después del río Grande, el mayor río del suroeste y el 10º río más largo de Texas. El río Nueces lleva el nombre por los numerosos nogales que los españoles encontraron a lo largo de sus riberas. 
Administrativamente, el río discurre íntegramente por el estado de Texas.

## Geografía
El río Nueces nace en la parte occidental del estado de Texas, al norte de San Antonio, (1 144 646 hab. en 2000), en el condado de Real, aproximadamente a unos 80 km al norte de Uvalde (14 929 hab.), de la confluencia de dos ramales (el East Prong y el Hackberry Creek) que se nutren de las aguas primaverales de la Meseta de Edwards.
El río discurre primero en dirección sur, atravesando el condado de Hill, pasando por Barksdale y recogiendo las aguas, por la izquierda, de uno de sus principales afluentes, el West Fork. Sigue luego por Crystal City (7190 hab.) y se acerca a poco más de 50 km del río Grande, en la frontera con México. Al este de Carrizo Springs (5655 hab.), el río gira hacia el Este, discurriendo a través de las llanuras de matorral del Sur de Texas, cruzando las zonas rurales de los condados de Dimmit, La Salle y McMullen. 
En la parte central del condado de Live Oak, en Three Rivers (1878 hab.), recoge por la derecha, las aguas procedentes del noroeste del río Frío (322 km), su principal afluente (que tiene como subafluentes a los ríos Atascosa, San Miguel y Sahinal). Sigue luego en dirección Sureste, a lo largo de la llanura costera y pasado Mathis (5034 hab.), llega a un tramo embalsado, el de la presa de Corpus Christi (73.9 km²). Desagua en la localidad de Corpus Christi (277 454 hab.), en la homónima bahía de Nueces, la parte norte de la bahía de Corpus Christi, conectada con el golfo de México.

## Historia
Uno de los primeros colonos que exploraron la región del río Nueces fue el capitán español Blas María de la Garza Falcón en 1766.
Desde antes del final de la Revolución de Texas, México reconocía que el río Nueces era históricamente la frontera de Texas con el resto del país. Sin embargo, la República de Texas reclamó el río Bravo (conocido como río Grande por los estadounidenses) como la frontera con México, citando el Tratado de Velasco, firmado por el presidente mexicano Santa Anna, que acordó la frontera del río Grande después de perder la batalla de San Jacinto. Este conflicto continuó después de la anexión de Texas, y fue una de las causas de la guerra mexicano-estadounidense. El Tratado de Guadalupe Hidalgo puso fin a la disputa con México, reconociendo el río Grande, estando bajo la invasión estadounidense, como su frontera Norte. La batalla de Lipantitlán, parte de la Independencia de Texas se desarrolló a orillas del río Nueces el 4 de noviembre de 1835.
El 10 de agosto de 1862, los alemanes del condado de Texas Hill favorables a la Unión trataron de huir a México y fueron emboscados y muertos por los confederados en la masacre de Nueces.